# Chloropsis hardwickii
Il tordo dal ventre giallo o fogliarolo panciarancio (Chloropsis hardwickii Jardine & Selby, 1830) è un uccello passeriforme appartenente alla famiglia dei Chloropseidae.

## Etimologia
Il nome scientifico della specie commemora il naturalista inglese Thomas Hardwicke.

## Descrizione

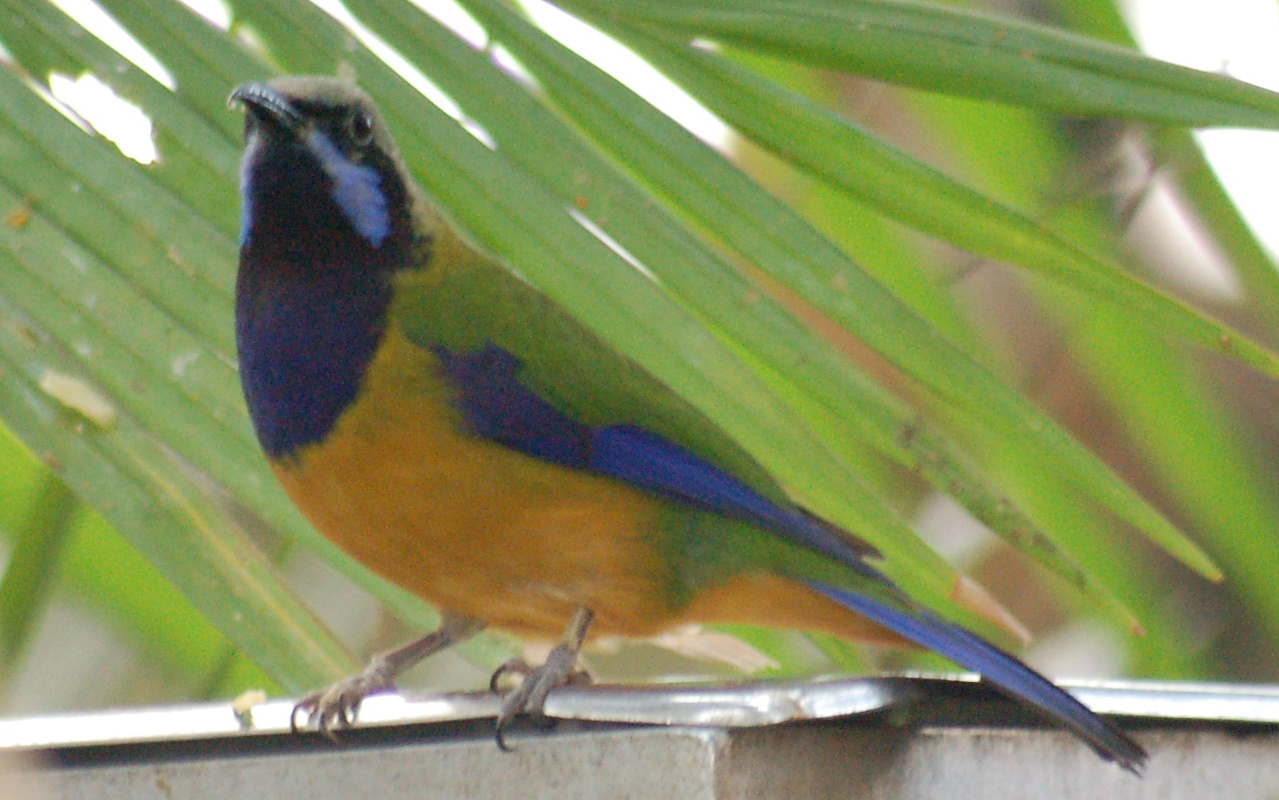
Maschio in cattività.

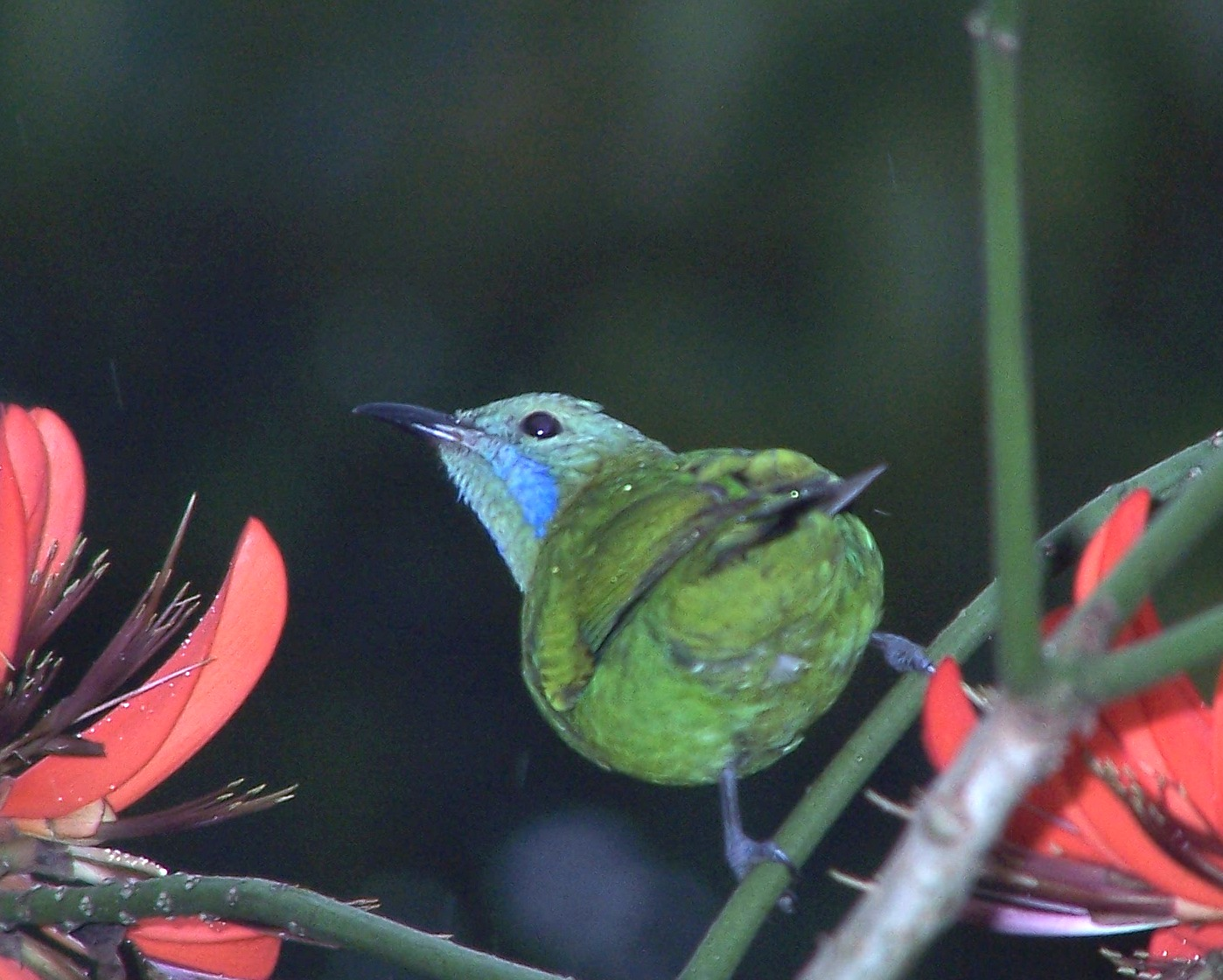
Femmina in natura.

### Dimensioni
Misura 15-19,8 cm di lunghezza, per 25-40 g di peso: a parità d'età, i maschi sono più pesanti delle femmine anche di un terzo.

### Aspetto
Si tratta di uccelli dall'aspetto robusto, muniti di becco conico e allungato, ali arrotondate, coda dall'estremità squadrata e zampe forti.
Il piumaggio è molto colorato e presenta dimorfismo sessuale piuttosto marcato: le femmine sono quasi completamente verdi, con mustacchi e area scapolare di colore bluastro, sfumature di color giallo oro sul ventre e coda  e orlo delle ali di colore nerastro.

Nei maschi l'azzurro-bluastro copre tutto l'orlo delle ali e della coda (con l'area scapolare più scura e tendente al violetto), mentre i mustacchi blu sono orlati di nero (che forma una mascherina fra il becco e gli occhi, oltre a coprire gola e petto) ed il petto presenta anch'esso decise sfumature di colore blu-violetto: l'area cefalica è sfumata di giallo, mentre ventre e fianchi (come del resto intuibile dal nome comune) sono di colore giallo zafferano.
In ambedue i sessi il becco è nerastro, le zampe sono di color carnicino-nerastro e gli occhi sono di colore bruno scuro.

## Biologia

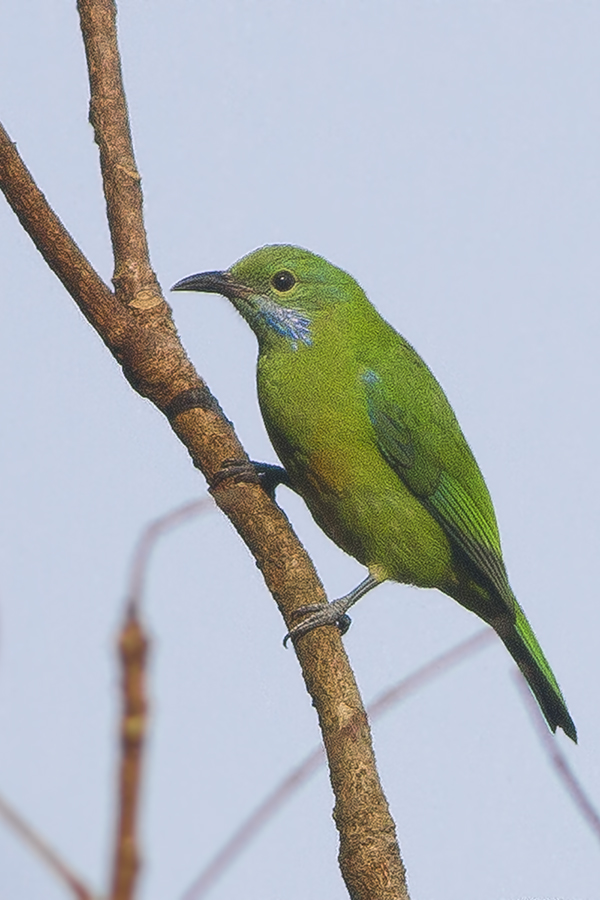
Femmina nel Sikkim Occidentale.

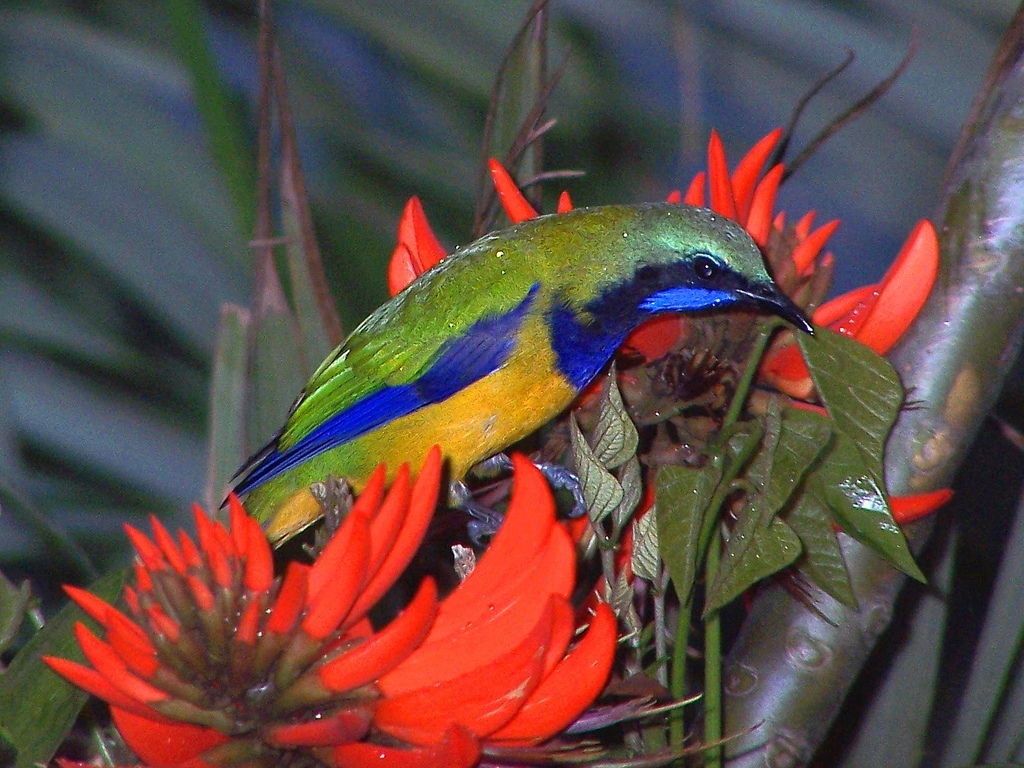
Maschio in natura.

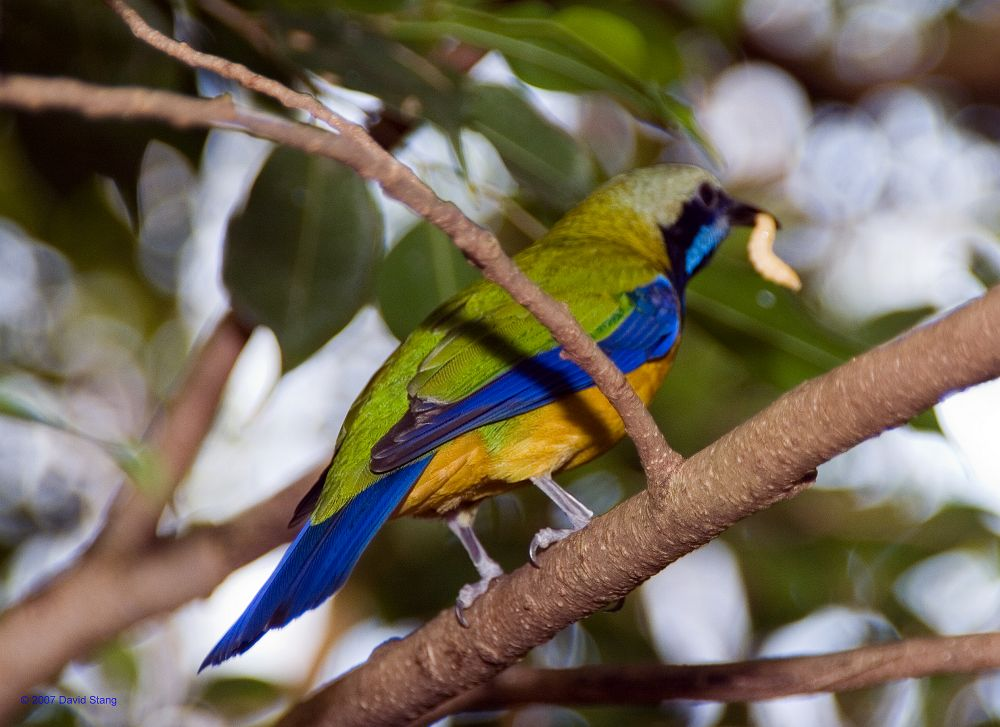
Maschio si alimenta in cattività.

Si tratta di uccelli dalle abitudini di vita essenzialmente diurne, che vivono da soli o al più in coppie, talvolta in associazione con altre specie affini all'infuori del periodo riproduttivo: il tordo ventre arancio è solito passare la maggior parte della giornata alla ricerca di cibo nella canopia, risultando difficile da osservare nonostante la livrea accesa.
Il richiamo di questi uccelli è composto da una singola nota fischiata ripetuta più volte.

### Alimentazione
Il tordo pettoarancio è un uccello onnivoro e piuttosto generalista, che si ciba di insetti, ragni ed altri piccoli invertebrati, nonché di frutta e nettare.

### Riproduzione
La stagione riproduttiva, almeno per quanto riguarda le popolazioni settentrionali (le uniche nelle quali sia stata osservata la riproduzione finora), va da maggio ad agosto.

Si tratta di uccelli monogami, nei quali la femmina si occupa di costruire il nido (una coppa di fibre vegetali fini e ragnatela, foderata internamente di pelo e appesa alla punta del ramo di un albero) e di covare le 2-3 uova rosate per circa due settimane: frattanto, il maschio rimane di guardia nei pressi del nido, procurando il cibo per sé e per la compagna intenta a covare, e dopo la schiusa collabora con lei nell'imbeccare i nidiacei, che si rendono indipendenti a circa un mese e mezzo dalla schiusa.

## Distribuzione e habitat

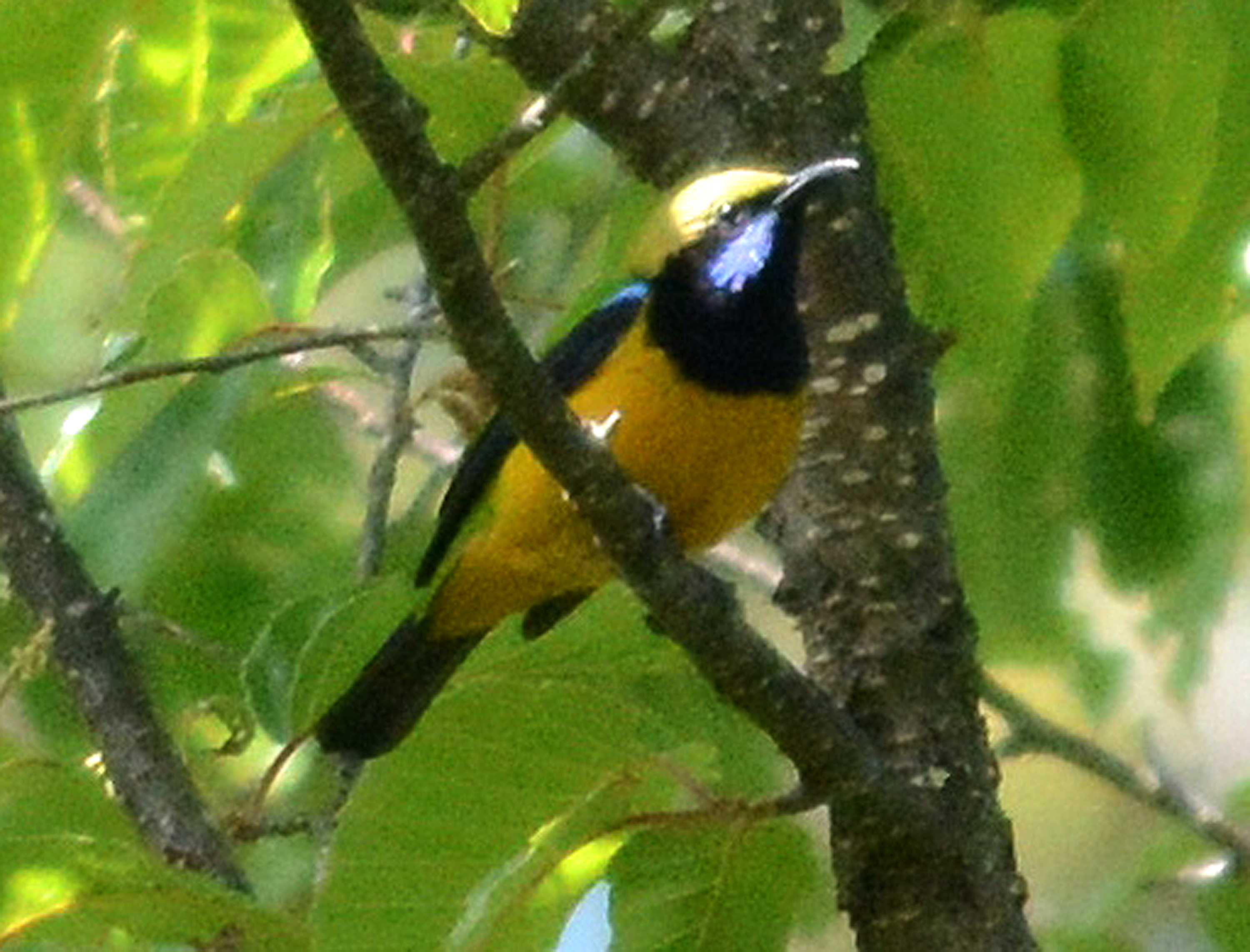
Maschio nel Mizoram.

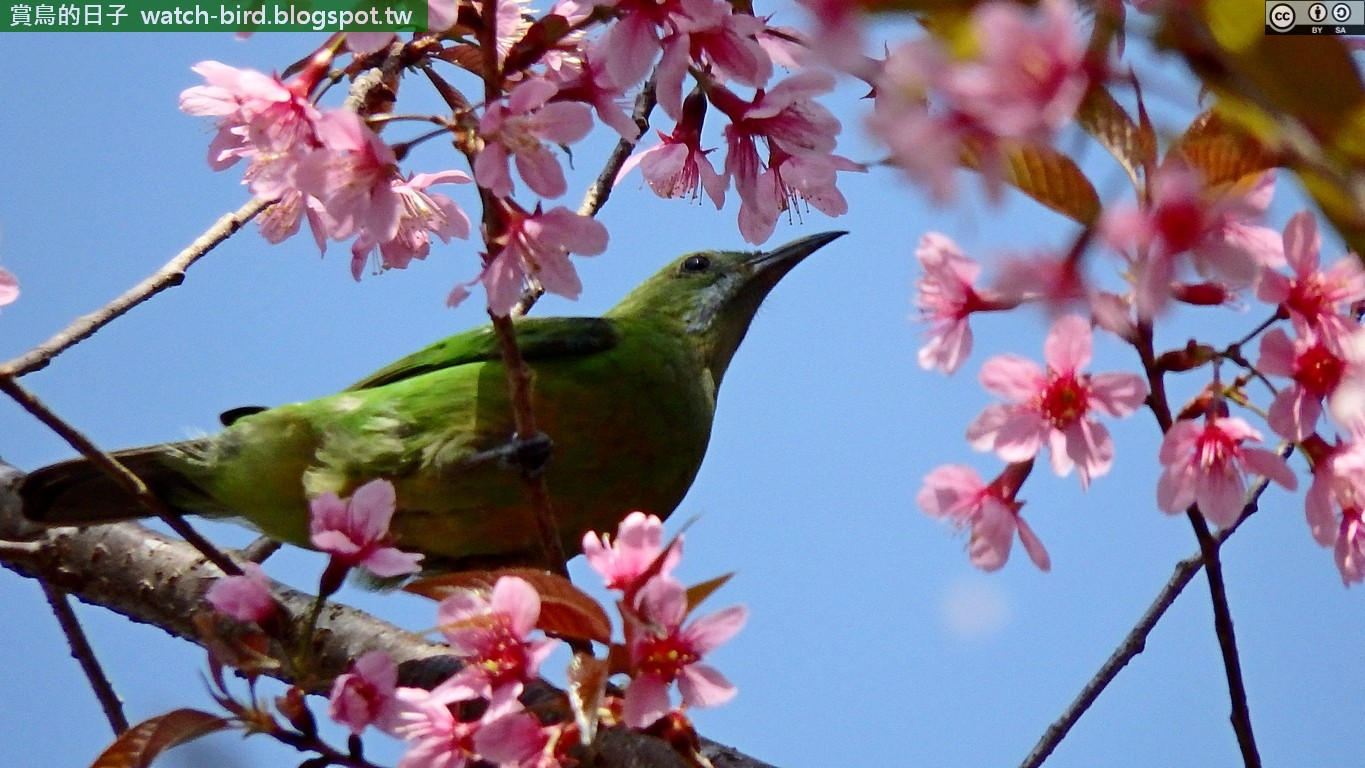
Femmina in Cina.

Il tordo dal ventre giallo occupa un areale che comprende gran parte delle pendici meridionali dell'Himalaya, dall'Himachal Pradesh all'Arunachal Pradesh attraverso Uttarakhand, Nepal, Sikkim, Bhutan e Tibet sud-orientale, oltre alla Cina centrale e meridionale (in maniera discontinua dallo Yunnan al sud di Hangzhou, compresa Hainan), e da qui a sud attraverso Birmania orientale, occidentale e settentrionale (oltre a una popolazione isolata nell'estremo sud), Thailandia nord-occidentale e nord dell'Indocina.
L'habitat di questi uccelli è rappresentato dalle aree di foresta umida, sia decidua che sempreverde, preferibilmente primaria ma anche secondaria.

## Tassonomia
Comprende le seguenti sottospecie:

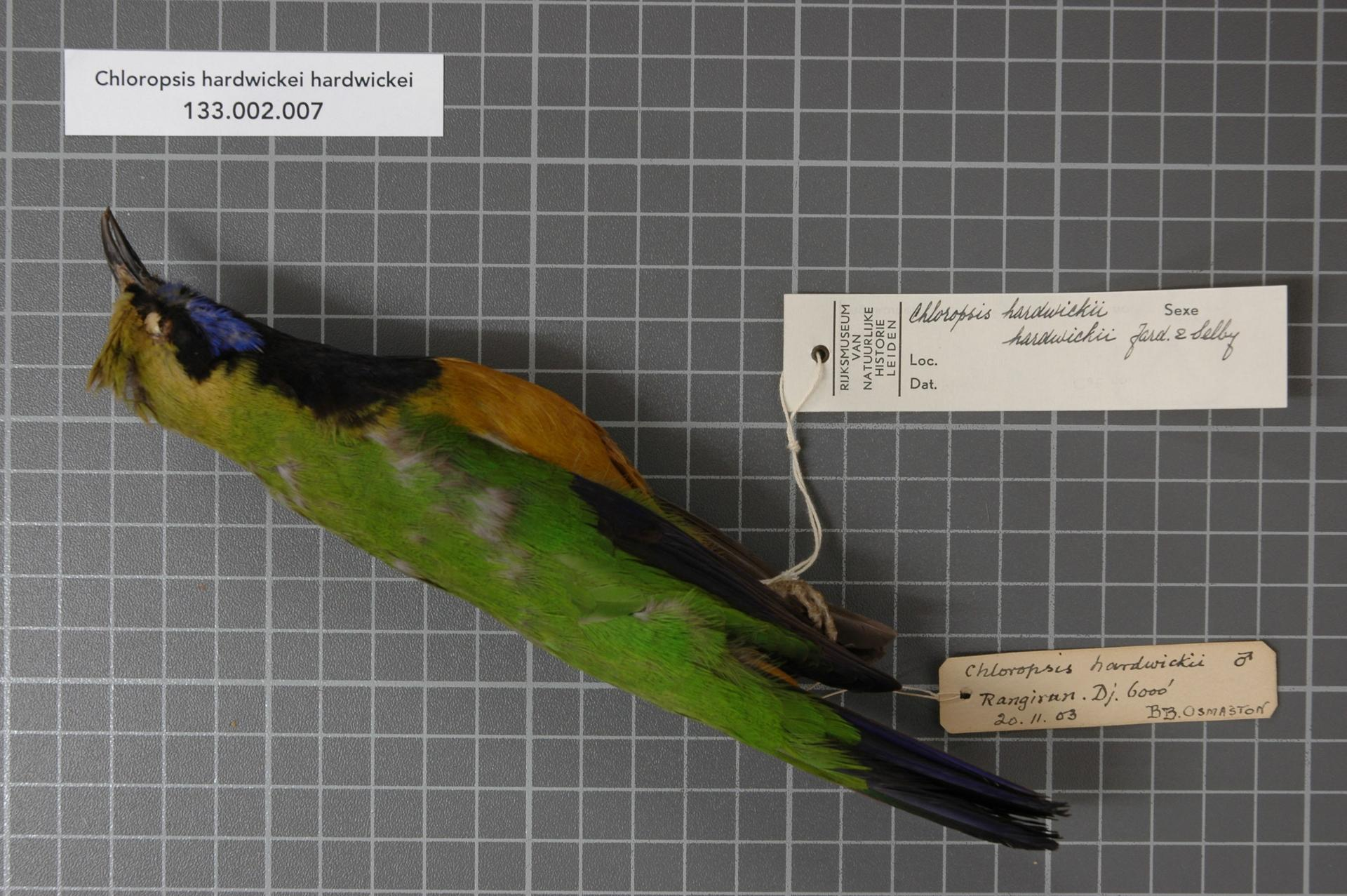
Maschio impagliato della sottospecie nominale.

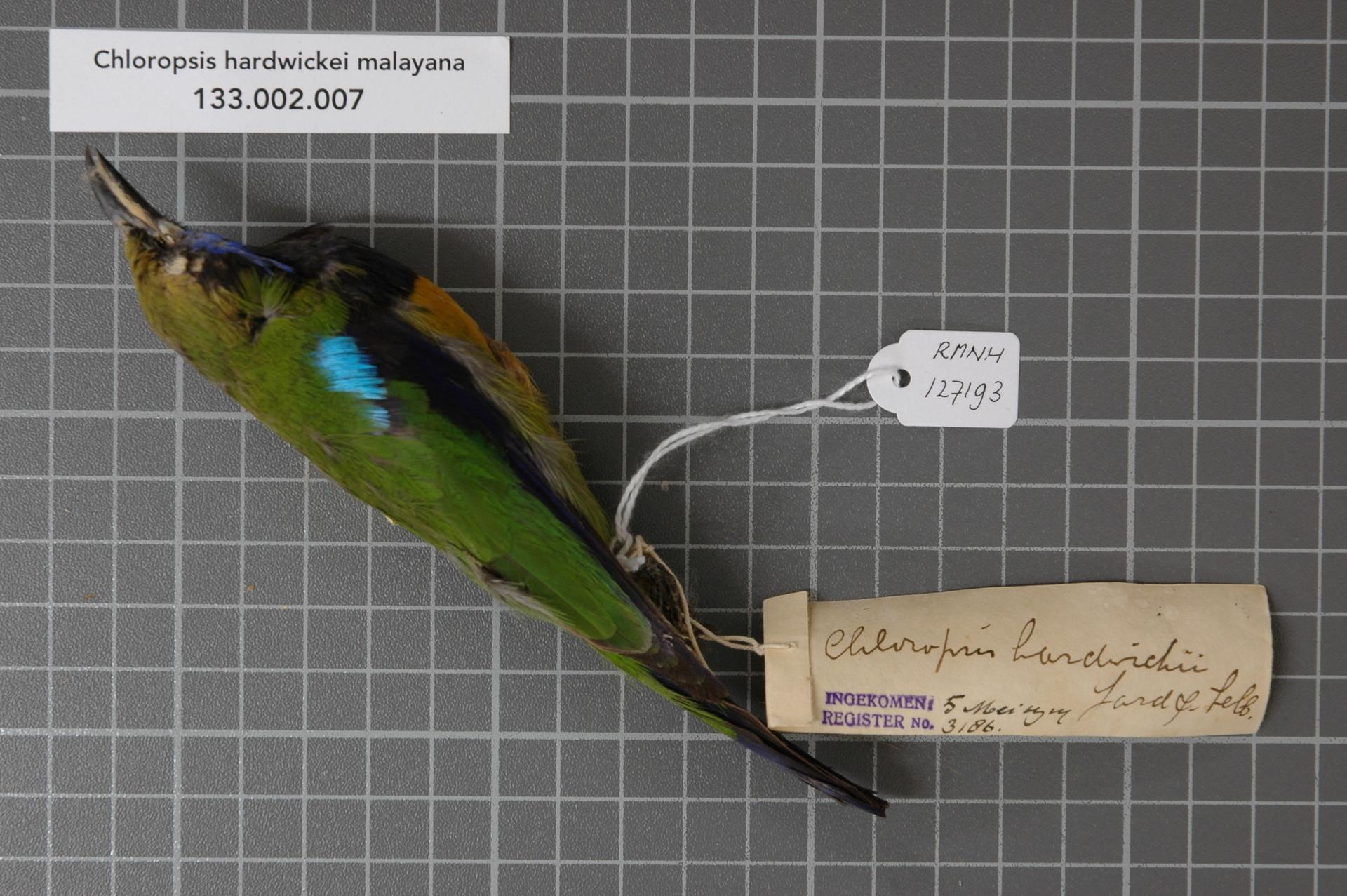
Maschio impagliato della sottospecie malayana.

- Chloropsis hardwickii hardwickii Jardine & Selby, 1830 - la sottospecie nominale, diffusa dall'Himachal Pradesh al nord di Thailandia e Laos;
- Chloropsis hardwickii melliana Stresemann, 1923 - diffusa nel sud della Cina (da Guizhou e Guangxi allo Zhejiang), a sud fino al Laos centrale e al sud dell'Annam;
- Chloropsis hardwickii lazulina (Swinhoe, 1870) - endemica di Hainan;
- Chloropsis hardwickii malayana Robinson & Kloss, 1923 - diffusa nel Tenasserim centro-meridionale e nella penisola malese centrale;

Alcuni autori eleverebbero la sottospecie lazulina al rango di specie a sé stante (C. lazulina), con malayana come sua sottospecie (C. l. malayana).